# Txeriómuixki (Uliànovsk)
|  | Per a altres significats, vegeu «Txeriómuixki». |

Txeriómuixki (en rus: Черёмушки) és un poble de l'óblast d'Uliànovsk, a Rússia, que en el cens del 2010 tenia 280 habitants. Pertany al districte d'Inza.